# 50プラス
50プラス（50PLUS, 略称: 50+）は、オランダの政党。主に50歳以上の人々の利益の擁護を主張している。政治的立場は中道の政党であるとみなされている。
結党以来政権与党になったことはなく、第4次マルク・ルッテ内閣に対しても野党の立場を取る。

## 歴史
2009年に、モーリス・コープマン、アレクサンダー・ミュニンホフ、ヤン・ナーゲルらの主導により、独立高齢者児童連合（オランダ語: Onafhankelijke Ouderen en Kinderen Unie: OOKU）が設立され、2010年10月9日に現在の党名である「50プラス」に改称した。法的には、2005年に設立された正義と行動と進歩のための党の後継とされる。
党は2010年の第二院議員選挙には参加せず、翌2011年の地方議会議員選挙で議席を獲得し、第一院にも1議席を獲得した。2012年の第二院議員選挙では2議席を獲得した。2014年の欧州議会議員選挙では、議席を獲得できなかった。
2017年の第二院議員選挙では議席数を4議席に倍増させたが、内紛により2020年5月に党首のヘンク・クロルが離党して未来のための党（2020年10月に解散）を作るなど、党内の混乱が続いた。
2019年の欧州議会議員選挙では、初めて1議席を獲得した。欧州議会では欧州人民党グループ（会派）に所属した。2020年6月2日には唯一の欧州議会議員であったトイネ・マンダースが、キリスト教民主アピール（CDA）に移籍したため、党所属の欧州議会議員はいなくなった。
2021年の第二院議員選挙では1議席に減らした。唯一の第二院議員となったリアン・デン・ハーン党首は、5月6日に離党を発表し、党所属の第二院議員はいなくなった。後任の党首には第一院議員のマーティン・ファン・ルーイエンが就任した。

## 選挙結果
| 選挙年 | 得票数  | %    | 獲得議席数 | +/- | 備考 |
| ------ | ------- | ---- | ---------- | --- | ---- |
| 2012   | 177,631 | 1.88 | 2 / 150    | 2   | 野党 |
| 2017   | 327,131 | 3.11 | 4 / 150    | 2   | 野党 |
| 2021   | 106,702 | 1.02 | 1 / 150    | 3   | 野党 |

- 2021年5月6日にリアン・デン・ハーン議員が離党したため、0議席となった。

| 選挙年 | 得票数 | %    | 獲得議席数 | +/-      | 備考 |
| ------ | ------ | ---- | ---------- | -------- | ---- |
| 2011   | 2,193  | 1.32 | 1 / 75     | 1        | 野党 |
| 2015   | 4,388  | 2.60 | 2 / 75     | 1        | 野党 |
| 2019   | 5,251  | 3.03 | 2 / 75     | 増減なし | 野党 |

| 選挙年 | 得票数  | %    | 獲得議席数 | +/-      | 備考                              |
| ------ | ------- | ---- | ---------- | -------- | --------------------------------- |
| 2014   | 175,343 | 3.69 | 0 / 26     | 増減なし |                                   |
| 2019   | 215,199 | 3.91 | 1 / 26     | 1        |                                   |
| 2019   | 215,199 | 3.91 | 1 / 29     | 増減なし | ※英国のEU離脱に伴う議席数見直し後 |

- 2020年6月2日にトイネ・マンダース欧州議会議員が、キリスト教民主アピール（CDA）に移籍したため、0議席となった[10]。

## 党組織

### 党員数
2022年時点の党員数は2,944人とされる。ピーク時の2014年には10,428人の党員がいたが、近年は減少傾向にある。

### 関連組織
- 50プラス党科学研究所（Wetenschappelijk Instituut van de 50PLUS-partij）：党シンクタンク
- ヤン・ナーゲル50プラス財団（Jan Nagel 50PLUS Foundation）：国際協力のための関連組織[12]

### オランダにおける主な高齢者政党
- ユニオン55+（英語版）（Unie 55+）：高齢者の利益の擁護を主張したオランダの政党。1992年から1998年まで活動していた。
- 一般高齢者同盟（英語版）（AOV）：高齢者の利益の擁護を主張したオランダの政党。1992年から1998年まで活動していた。
- 統一高齢者党（オランダ語版）（VSP）：一般高齢者同盟と、ユニオン55+の後継団体である高齢者連合（オランダ語版）が合併して誕生した政党。2001年から2018年まで活動した。